# Segóbriga
El parque arqueológico de Segóbriga es un importante yacimiento celta y romano situado en torno al llamado cerro de Cabeza de Griego, en la localidad de Saelices (Cuenca, Castilla-La Mancha, España). Bien de Interés Cultural declarado Monumento Nacional el 3 de junio de 1931.
Pese a que la ciudad se encuentra en ruinas, su estado de conservación es más que aceptable, en comparación con otros restos ubicados por la Península. Su visita proporciona una idea de cómo se desarrollaba la vida cotidiana en una ciudad de la antigüedad.

## Toponimia

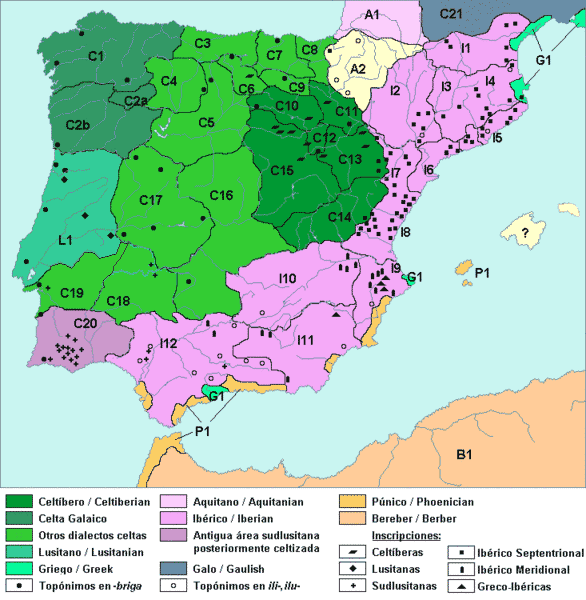
Idioma celtíbero: lugares con topónimos en -briga.

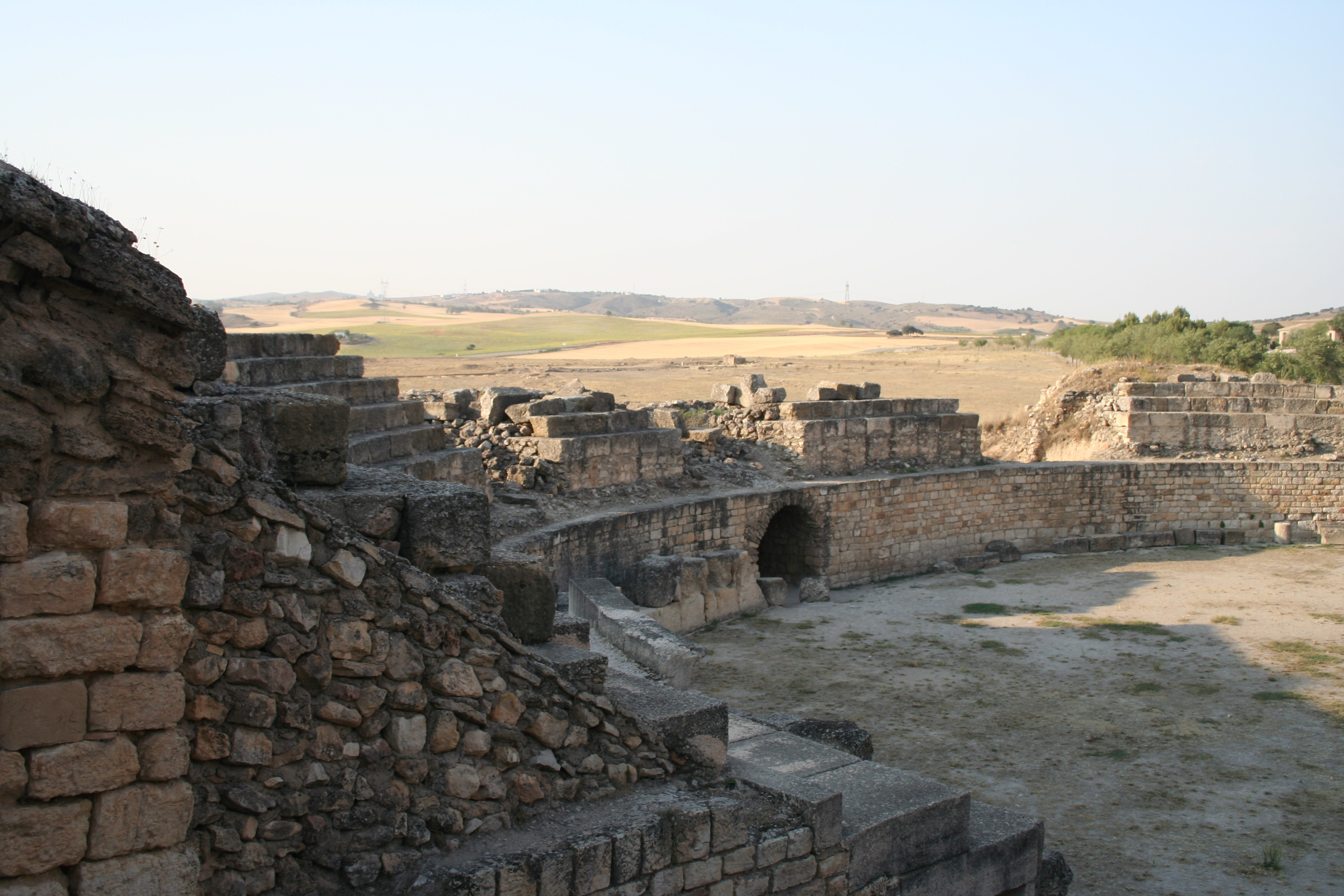
Anfiteatro de Segóbriga.

El nombre de Segóbriga deriva de dos términos de origen celtibérico, lengua de la rama celta indoeuropea. El topónimo vendría del término Sego-, que significaría 'victoria' (prefijo también presente en el nombre de las ciudades de Segovia, Segorbe, Segeda y Segontia), y del sufijo -briga, que significaría 'ciudad', 'fortaleza'. Por lo que su traducción vendría a ser 'Ciudad de la victoria' o 'Ciudad victoriosa'. El término -briga es muy común en los topónimos de la región celtíbera o de expansión de las lenguas célticas en la península ibérica.

## Historia
En el año 1888 se halló un sepulcro colectivo (II milenio a. C.) de la Edad de Bronce (asentamiento celtibérico) en la Cueva de Segóbriga, excavada en piedra caliza y que se encuentra cercana al Cerro de Cabeza de Griego. Tal hallazgo fue publicado en el año 1893. En el lugar aparecieron tanto restos humanos como útiles cotidianos.
Cabe conjeturar que inicialmente sería un castro celtíbero que dominaba la hoya situada al norte de la ciudad, quedando defendido por el río Cigüela, que le servía de foso. Sus restos no han aparecido, pero un fragmento de cerámica ática del siglo V a. C. testimonia su ocupación desde esa temprana fecha. Se ha teorizado que la ciudad originaria podría haber estado situada algo más lejos y haber sido desplazada en tiempos posteriores.
Las primeras noticias que se tienen de Segóbriga son del geógrafo griego Estrabón, que hace una referencia muy breve y poco precisa. Solo indica que, en la región celtibérica, alrededor de Bílbilis y Segóbriga, combatieron Quinto Cecilio Metelo Pío y Sertorio. Por tanto, nos enmarca geográficamente la ciudad de Segóbriga: la sitúa en plena Celtiberia. Cabe destacar que esta antigua zona olcade fue arrasada en las Guerras de Sertorio y sustituida por la Segóbriga romana.
A partir de unos textos de los siglos III y II a. C. se llama olcades a los habitantes de esa zona hacia las Serranías de Cuenca, hacia la Alcarria y Guadalajara se les llama lusones, y hacia Toledo, carpetanos. Por tanto, los habitantes de la zona y la antigua ciudad serían olcades o carpetanos. A 7 km se encuentra el yacimiento de Villas Viejas, identificado con la Contrebia Carbica, ciudad de carpetanos.
En el siglo I Sexto Julio Frontino, en su obra Strategemata, menciona en dos ocasiones a Segóbriga. En ellas describe el ataque realizado por el lusitano Viriato contra Segóbriga (probablemente en el año 146 a. C.) debido a su alianza con Roma durante la conquista de Hispania por parte de ésta. Así, en una de ellas comenta:

Viriato disponiendo sus tropas en emboscada, envió a unos pocos a robar el ganado a los segobrigenses; como saliesen éstos en gran número para castigarlos, echaron a correr aquellos, simulando que huían, y así cayeron los perseguidores en la emboscada y fueron muertos.

Y en la otra, comenta:

Viriato, después de hacer en su retirada el camino en tres días, volvió sobre sus pasos y lo recorrió en uno solo, cayendo sobre los segobrigenses desprevenidos, y destrozándolos cuando más ocupados estaban en sus sacrificios.

Es de suponer que los sacrificios de la segunda anécdota eran ritos funerarios a los caídos en el primer encuentro, celebrados cuando los segobrigenses creían que la lucha había terminado. Se cree que estos ataques habrían sucedido después de otra incursión realizada por Viriato contra la no muy lejana Segovia. Pero nada refiere Frontino en torno a la ubicación de Segóbriga.
Plinio en su Naturalis historia, en el apartado 24, enumera los pueblos que pertenecen al convento jurídico de Cæsar Augusta, entre los que figuran los ercavicenses (de la ciudad de Ercávica, vecinos de los segobrigenses). Más adelante, en el apartado 27, define a Segóbriga y su zona como caput Celtiberiæ («cabeza de Celtiberia»), que llegaba hasta Clunia (finis celtiberiæ), siguiendo un orden geográfico del Sur hacia el Norte, lo que hace pensar, junto con los datos anteriores, que la zona de Segóbriga era el límite entre los celtíberos y los carpetanos. Además indica que Segóbriga era una ciudad estipendiaria (tributaria) de aquel conventus.
Más tarde, en el apartado 36 de su Naturalis historia, Plinio menciona la explotación de lapis specularis, una variedad de yeso especular traslúcido muy apreciado en la época para la fabricación de cristal de ventanas y que sería durante mucho tiempo parte importante de la economía de Segóbriga. Este mineral era extraído de minas halladas en «100 000 pasos alrededor de Segóbriga», y Plinio nos asegura que «la más traslúcida de esta piedra se obtiene en la Hispania Citerior, cerca de la ciudad de Segóbriga, y se extrae de pozos profundos». Una de estas minas podemos encontrarla en la cercana villa de Carrascosa del Campo, que también tenía un enclave fabril y minero en servicio de este municipio. Otros restos de esas minas se encuentran en los actuales municipios conquenses de Huete, Torralba, Belmonte, Osa de la Vega, Alconchel, La Frontera y Villas de la Ventosa.
Tras su conquista romana a principios del siglo II a. C. en las guerras celtíberas, Segóbriga debió convertirse en un oppidum o ciudad celtibérica. Tras las guerras de Sertorio, entre los años 80 y 72 a. C., pasó a ser el centro de toda esa parte de la Meseta, con el control de un amplio territorio.

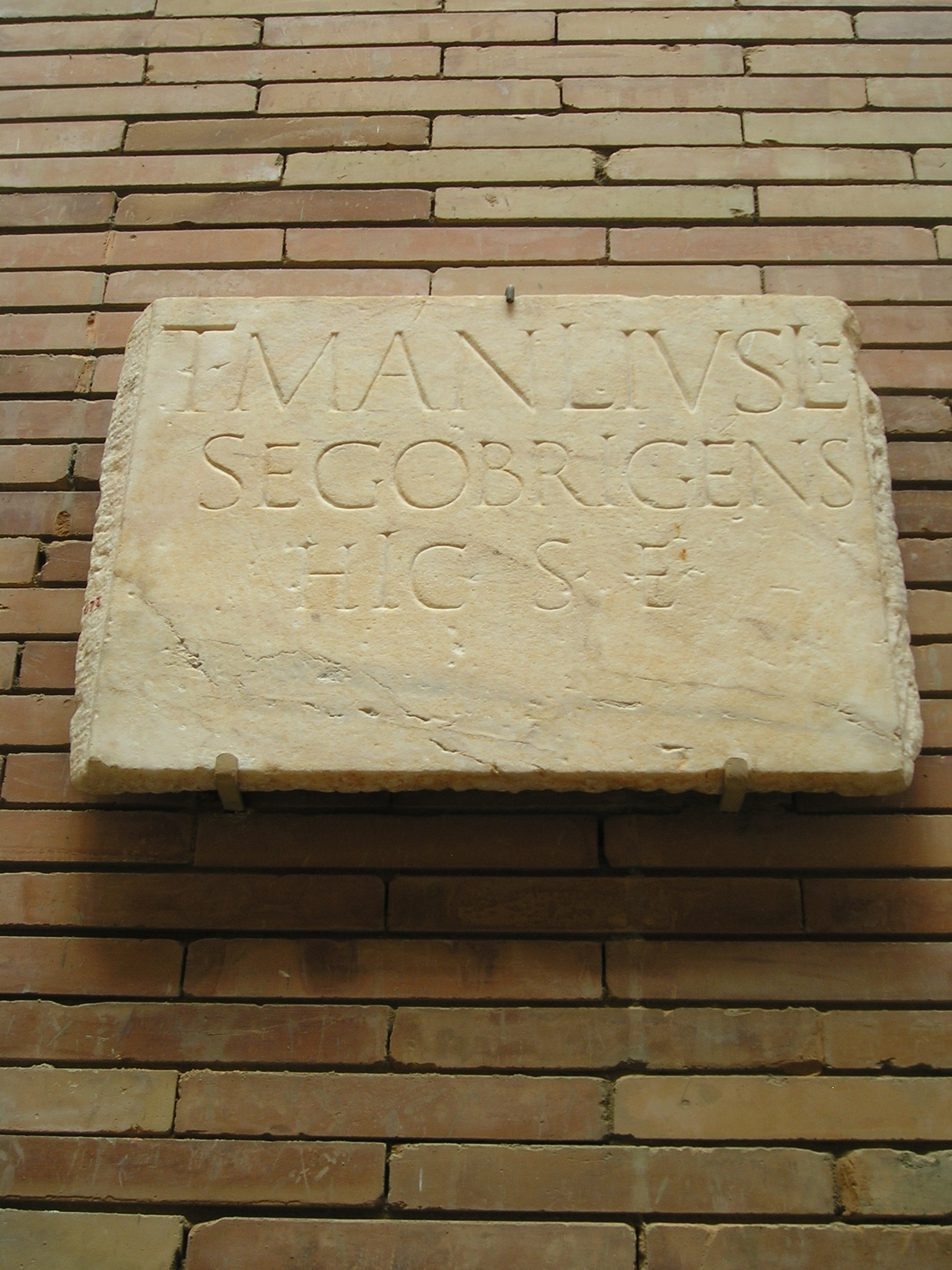
Inscripción funeraria de Augusta Emerita dedicada a Tito Manlio, natural de Segóbriga, fallecido en la capital lusitana en la primera mitad del.

En tiempos de Augusto, alrededor del año 12 a. C., dejó de ser ciudad estipendiaria, que pagaba tributo a Roma, y fue promocionada al estatuto de municipium, ciudad gobernada por ciudadanos romanos, creciendo el estatus de la ciudad notablemente, lo que llevó a su auge económico y a un gran programa de construcciones monumentales que debió de finalizar en época flavia, hacia el 80, al que se deben los edificios públicos de ocio y la muralla (véase el apartado Construcciones) que hoy se pueden admirar. La ciudad fue un importante centro de comunicaciones. De esta época también es la emisión de moneda en su ceca y la construcción de una parte de la muralla. Al finalizar el mandato de Vespasiano la ciudad se encontraba en su punto más alto, habiéndose finalizado ya las obras del teatro y el anfiteatro, y encontrándose plenamente integrada social y económicamente en el Imperio romano.
Los hallazgos arqueológicos indican que en el siglo III aún existían en Segóbriga importantes élites que vivían en la ciudad, pero en el siglo IV sus principales monumentos ya se encontraban abandonados, prueba de su inexorable decadencia y de su progresiva conversión en un centro rural.
En época visigoda, a partir del siglo V, todavía debía ser una ciudad importante, pues se conocen restos de varias basílicas y de una extensa necrópolis (según hallazgos de 1760-1790), llegando sus obispos a acudir a diversos concilios de Toledo, concretamente al III Concilio de Toledo en el año 589, y el XVI Concilio de Toledo en el 693.
Su despoblación definitiva debió iniciarse tras la invasión musulmana de la península ibérica, cuando sus obispos y élites gobernantes huyeron hacia el norte, buscando el amparo de los reinos cristianos, como se sabe que ocurrió en la vecina ciudad de Ercávica (Cañaveruelas, Cuenca). De estas fechas son los restos de una fortificación musulmana que ocupa la cumbre del cerro.
Tras la Reconquista, la población de los contornos se desplazó al actual pueblo de Saelices, situado 3 km más al norte, junto a la fuente que nutría el acueducto que había abastecido a la antigua ciudad de Segóbriga. Olvidado ya su nombre, la colina que ocupaba pasó a denominarse «Cabeza del Griego», con una pequeña población rural dependiente de la villa de Uclés, situada a solo 10 km, llegando a usarse sillares extraídos de las ruinas para la construcción de su convento-fortaleza.
Desde entonces se acentuó su paulatino abandono hasta quedar solo la pequeña ermita construida sobre las antiguas termas monumentales, último testimonio de la antigua ciudad conservado hasta la actualidad.

## Conservación
El paisaje del Parque Arqueológico de Segóbriga estuvo amenazado por la construcción de un parque eólico en sus cercanías promovido por la empresa Energías Eólicas de Cuenca. El yacimiento iba a ser alterado con la instalación de catorce aerogeneradores de 121 metros de altura que hubiera afectado también al Conjunto Histórico de Uclés. Este hecho propició la entrada del Parque Arqueológico de Segóbriga, junto con el Conjunto Histórico de Uclés en la Lista roja de patrimonio en peligro de la asociación para la defensa del patrimonio Hispania Nostra. Finalmente, el parque eólico se trasladó a Honrubia y en 2018 ambos conjuntos históricos pasaron a la lista verde de Hispania Nostra.[cita requerida]

## Construcciones de Segóbriga

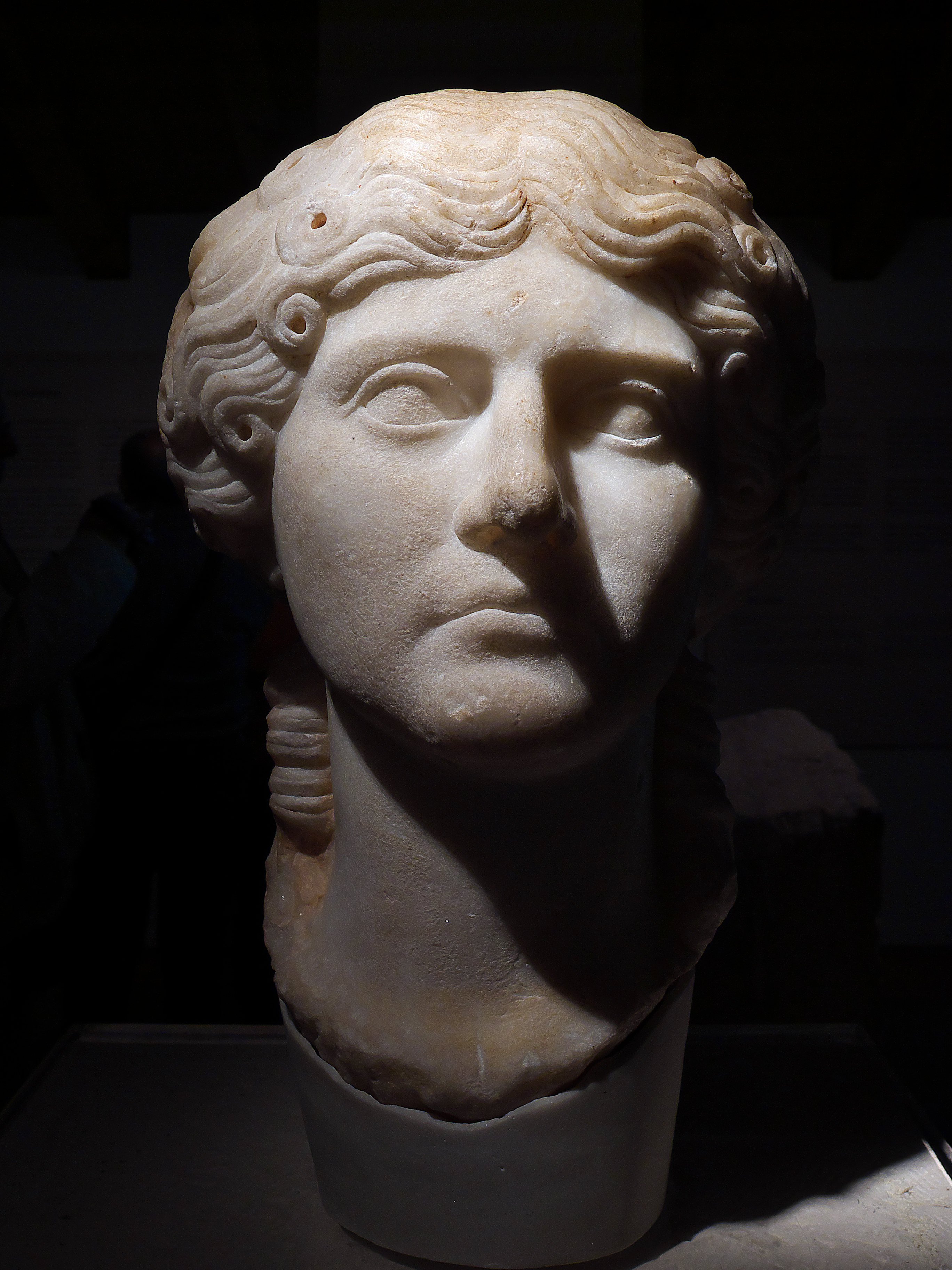
Agripina la Mayor.

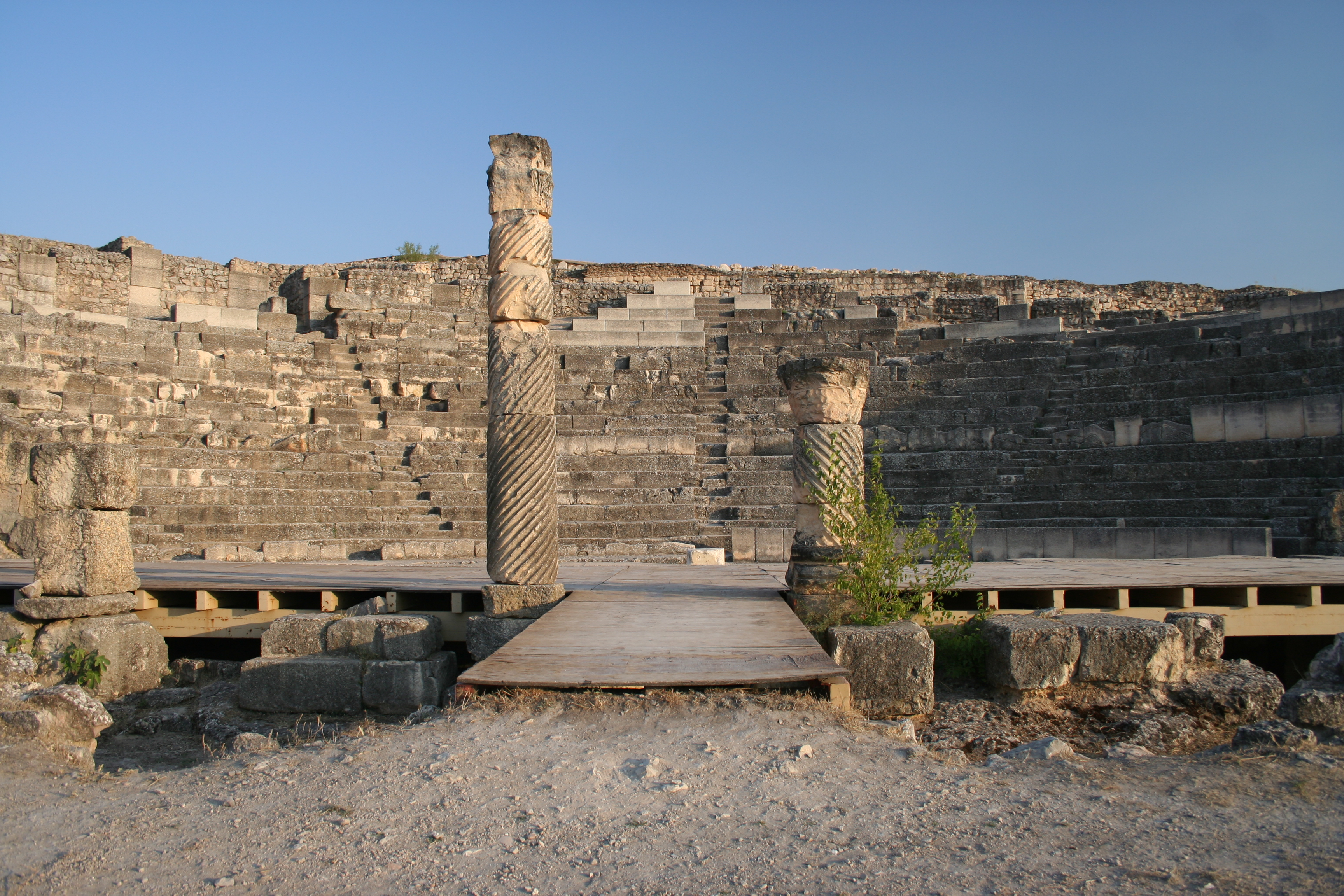
Teatro romano de Segóbriga, donde siguen llevándose a cabo representaciones teatrales clásicas.

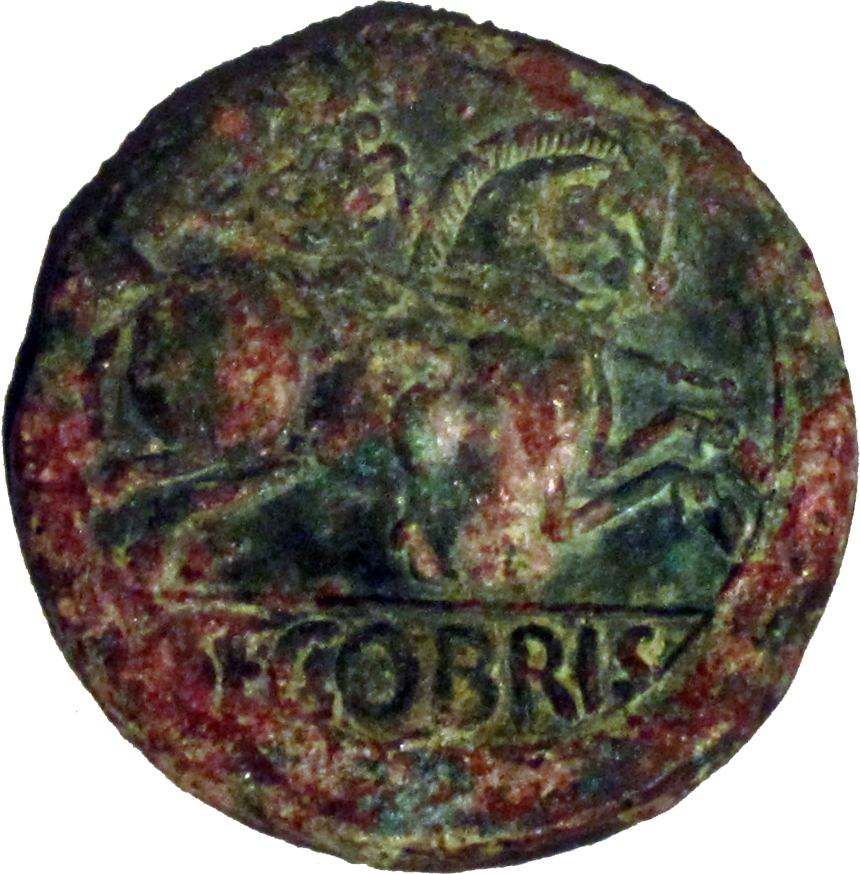
As de la ceca de Segóbriga.

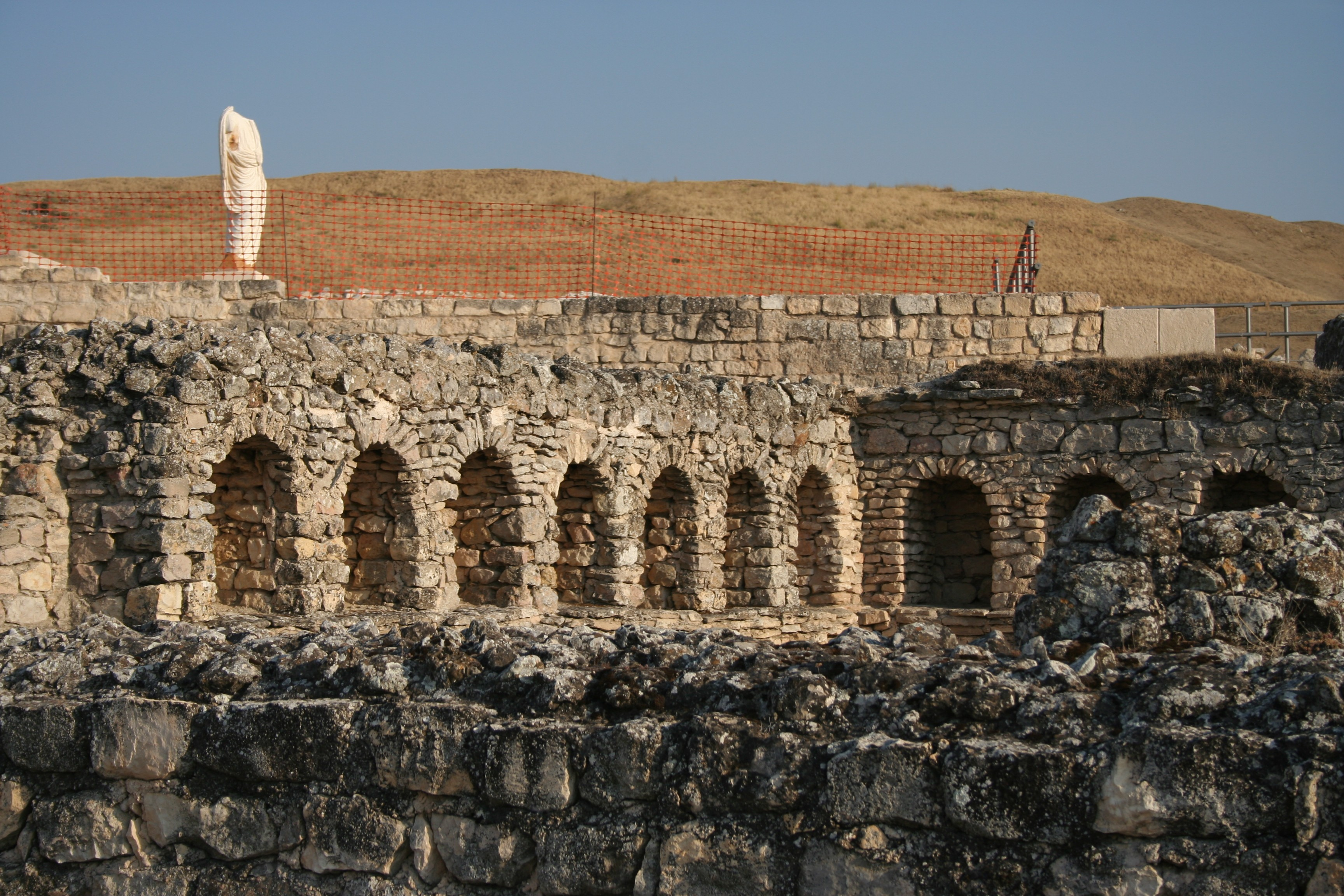
Termas romanas de Segóbriga.

Principales construcciones encontradas en el yacimiento de Segógriga.

### Celtíberas
- La necrópolis (extramuros).

### Romanas
- La muralla y la puerta norte
- Anfiteatro de Segóbriga
- Teatro romano de Segóbriga
- Las termas monumentales
- El gimnasio y las termas del teatro
- Casa del procurador minero
- Criptopórtico del foro y de la curia
- El foro
- El aula basilical
- La acrópolis
- El santuario rupestre de Diana (extramuros)
- El acueducto (extramuros)
- Las canteras (extramuros)
- El circo (extramuros): las investigaciones más recientes han determinado que esta construcción se edificó sobre una necrópolis, pero que jamás llegó a finalizarse.

### Visigodas
- La basílica de Cabeza de Griego (extramuros).